# مجلس نواب ايداهو
مجلس نواب ايداهو (بالإنجليزية: Idaho House of Representatives)‏ هو مجلس النواب التشريعي لولاية الأمريكية، يقع المقر الرئيسي له في بويسي.